# 3672 Stevedberg
3672 Stevedberg è un asteroide della fascia principale. Scoperto nel 1985, presenta un'orbita caratterizzata da un semiasse maggiore pari a 2,1832403 au e da un'eccentricità di 0,1386315, inclinata di 6,29343° rispetto all'eclittica.
L'asteroide è dedicato al planetologo statunitense Stephen J. Edberg.